# Ida Grinspan

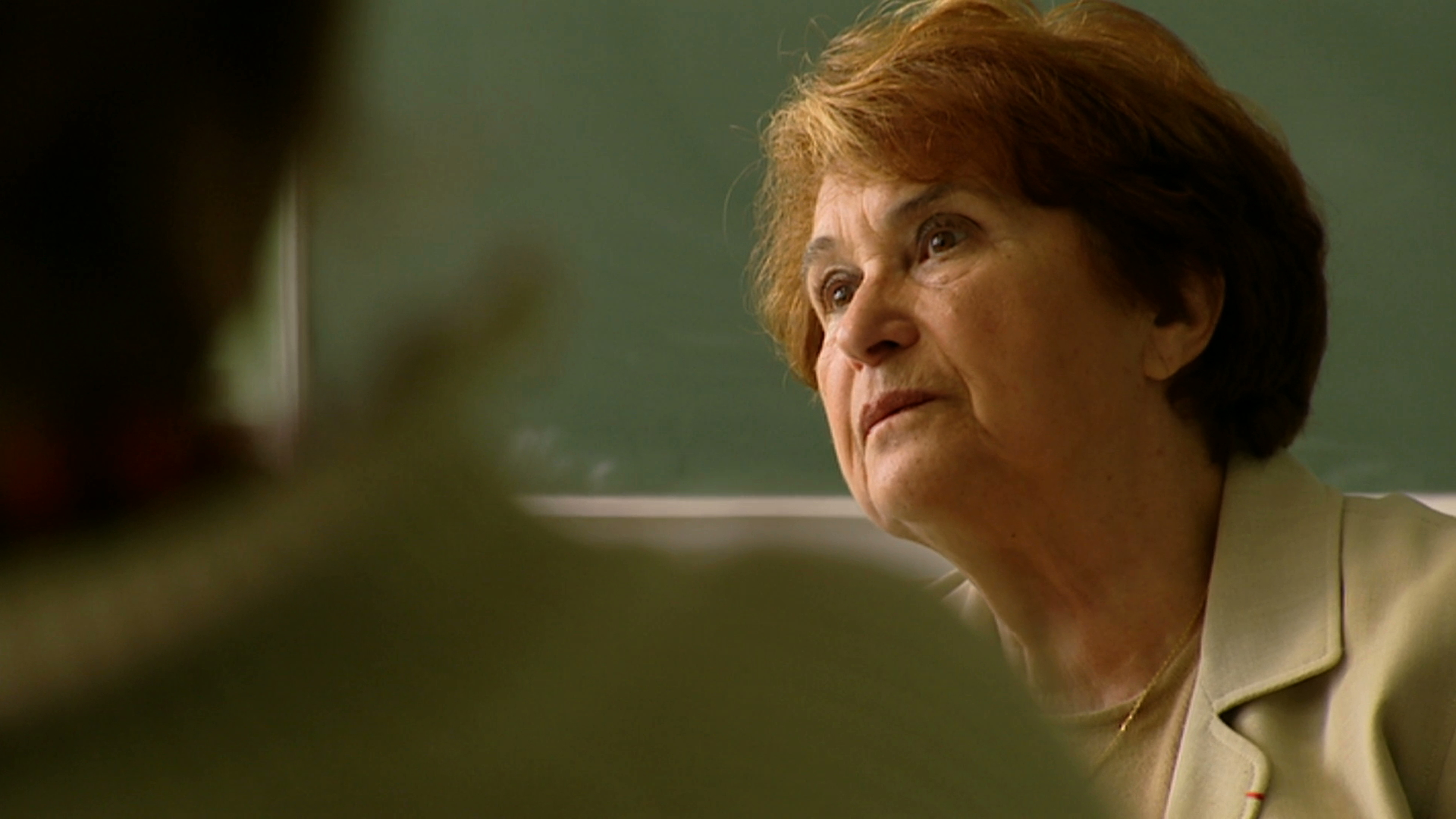
Ida Grinspan im Dokumentarfilm Il faut raconter (2005)

Ida Grinspan (geboren am 19. November 1929 in Paris als Ida Fensterszab; gestorben am 24. September 2018 ebenda) war eine französische Überlebende des Holocaust und Zeitzeugin. Sie wurde als Vierzehnjährige verhaftet und über das Sammellager Drancy 1944 in das KZ Auschwitz-Birkenau deportiert. Sie gehört zu den Wenigen, die zur Zwangsarbeit herangezogen und schließlich einen der Todesmärsche überlebten. Erst als etwa 60-Jährige begann sie, als Zeitzeugin über diese Erlebnisse zu berichten.

## Familie
Ida Grinspan war Tochter jüdischer Eltern, die aus Polen eingewandert waren. Ihr Geburtsname war Ida Fensterszab. Wie ihr Bruder Adolphe, der 1924 zur Welt gekommen war, besaß sie die französische Staatsbürgerschaft. Anfang der 1920er Jahre hatten ihre Eltern wegen der wirtschaftlichen Lage und wegen des Antisemitismus Polen verlassen, um nach einem Zwischenaufenthalt in Berlin 1924 nach Frankreich auszuwandern. Ihr Vater Jankiel Fensterszab (geboren am 5. Oktober 1898 in Koprzywnica, ermordet am 5. August 1944 in Auschwitz) war Schneider. Ihre Mutter Chaja (Geburtsname Nysenbaum, geboren am 1. Februar 1898 in Ostrów, ermordet am 1. August 1942 in Auschwitz) half ihrem Ehemann. Die Familie lebte ab 1935 in der Rue Clavel im 19. Arrondissement von Paris. In diesem Bezirk besuchte sie eine Mädchenschule. Sie sprach sowohl Französisch als auch Jiddisch.

## Trennung
1940, nach Beginn des deutschen Angriffs auf Frankreich, sandten die Eltern Ida in die Provinz, um sie vor Gefahren durch eine befürchtete Bombardierung von Paris zu schützen. Sie lebte darum in Lié nahe Sompt (Département Deux-Sèvres) bei den Landwirten Alice und Paul Marché. Hier setzte sie ihren Schulbesuch fort. Trotz der deutschen Besetzung Frankreichs gelang ihre Integration in das Dorf- und Schulleben.
Ida sah ihre Mutter ein letztes Mal im April 1942, denn diese wurde am 16. Juli 1942 im Zuge der Judenrazzien in Paris inhaftiert. Chaja Fensterszab wurde am 27. Juli 1942 mit dem Judendeportationszug Nummer 11 von Drancy nach Auschwitz deportiert. Idas Vater und ihrem Bruder gelang es, sich zu verstecken.
Jankiel Fensterszab wurde denunziert und am 23. Juli 1944 verhaftet. Er wurde mit dem Judendeportationszug Nummer 77 von Drancy nach Auschwitz transportiert – dem letzten Zug dieser Art – und dort ermordet. Ihr Bruder überlebte den Holocaust, weil er sich in Coubron verstecken konnte.

## Verhaftung, Deportation, Auschwitz, Todesmarsch
Ida Grinspan wurde am 31. Januar 1944 von französischen Gendarmen verhaftet und anschließend nach Drancy verbracht. Am 22. Februar 1944 wurde sie mit dem Deportationszug Nummer 68 ebenfalls nach Auschwitz deportiert. Dort überstand sie die Selektion und wurde zur Zwangsarbeit herangezogen. Am 18. Januar 1945 wurde sie von der SS zu einem Todesmarsch vom KZ Auschwitz nach Westen gezwungen. Nach einem Zwischenstopp im KZ Ravensbrück wurden die Häftlinge in das KZ Neustadt-Glewe getrieben. Infolge der Strapazen erkrankte sie an Typhus. Ihre Füße waren von Wundbrand betroffen. Eine internierte polnische Widerstandskämpferin und Krankenschwester betreute sie und verhinderte eine drohende Amputation.

## Nach der Befreiung
Nach der Befreiung des Lagers am 2. Mai 1945 durch Truppen der amerikanischen Streitkräfte folgten bis September 1946 Krankenhausaufenthalte zur Rekonvaleszenz, zunächst in der Sowjetischen Besatzungszone, dann in Paris und der Schweiz. Dort befreundete sie sich mit der Schriftstellerin Charlotte Delbo.
Später heiratete sie Charles Grinspan. Das Paar hatte eine Tochter.

## Zeitzeugenschaft
Viele Jahre sprach Ida Grinspan nicht über den Holocaust. Sie hielt ihr Land für nicht reif dafür. Auch Fragen ihrer Tochter wich sie aus. Serge Klarsfeld überzeugte sie 1988, ihre Haltung zu überdenken, und überredete sie, für Gespräche mit Jugendlichen zur Verfügung zu stehen. Gemeinsam mit einer Gruppe junger Menschen besuchte sie in demselben Jahr das Staatliche Museum Auschwitz-Birkenau. In der Zeit zwischen 1988 und 2001 absolvierte sie 20 derartige Reisen. Sie stellte sich als Zeitzeugin zur Verfügung, um der Holocaustleugnung entgegenzutreten und um für gravierende Menschenrechtsverletzungen zu sensibilisieren. Bis ins hohe Alter war sie an Schulen zu Gast.
2002 publizierte sie zusammen mit dem französischen Journalisten Bertrand Poirot-Delpech ihre Erinnerungen. 16 Jahre später erschien die englische Übersetzung.
2010 berichteten französische Medien über den Zensurversuch des Bürgermeisters sowie des stellvertretenden Bürgermeisters von Parthenay. Diese hatten Ida Grinspan verbieten wollen, vor Schülern einer Schule davon zu berichten, dass es die französische Gendarmerie war, die sie 1944 verhaftete. Dieser lokale Zensurversuch komme, so die Kritik in den Medien, einer Vertuschung der Kollaboration staatlicher Stellen Frankreichs mit den Deutschen während der Zeit der Besetzung gleich.

## Auszeichnungen
Sie wurde am 19. November 1999 zum Ritter der Ehrenlegion ernannt. Am 15. April 2016 erfolgte ihre Ernennung zum Offizier der Ehrenlegion.
Die Grundschule in Sompt ist seit 2007 nach ihr benannt. Des Weiteren trägt eine Schule in Paris ihren Namen. Im Gebäude, in dem heute das Pariser Collège Claude Chappe – Ida Grinspan untergebracht ist, befand sich die Mädchenschule, die von ihr als Kind besucht wurde.

## Werk
- Zusammen mit Bertrand Poirot-Delpech: J’ai pas pleuré, France Loisirs/Robert Laffont, Paris 2003, ISBN 978-2-7441-6093-6. – Französisch. (Ich habe nicht geweint)
  - Spanische Übersetzung: Yo no lloré. Übersetzt von Andrés Alonso Martos, Anthropos Editorial, Rubí/Barcelona 2011, ISBN 978-84-7658-984-7.
  - Englische Übersetzung: You’ve Got to Tell Them: A French Girl’s Experience of Auschwitz and After. Translated by Charles B. Potter. Louisiana State University Press, Baton Rouge 2018, ISBN 978-0-8071-6980-3.